# 树满街道
树满街道是中华人民共和国吉林省白城市通榆县下辖的一个街道办事处。

## 行政区划
树满街道下辖以下村级行政区划单位：
育才社区、鹤祥社区、幸福社区、树满社区。